# Dorfkirche Fresdorf

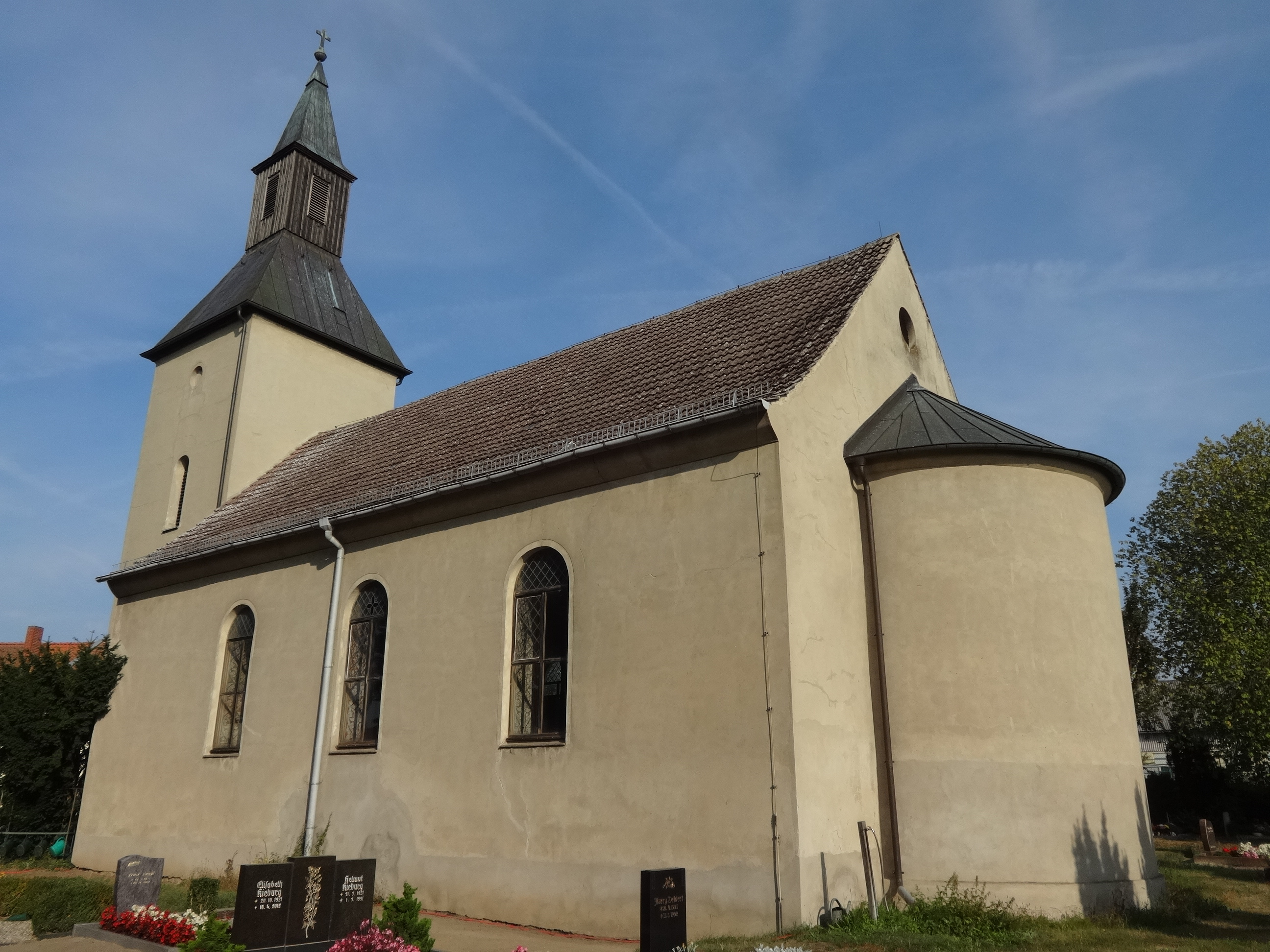
Dorfkirche Fresdorf

Die evangelische Dorfkirche Fresdorf ist ein Sakralbau aus dem Jahr 1724 in Fresdorf, einem Ortsteil der Gemeinde Michendorf im Landkreis Potsdam-Mittelmark in Brandenburg. Sie gehört zur Evangelischen Kirchengemeinde Stücken im Kirchenkreis Mittelmark-Brandenburg der Evangelischen Kirche Berlin-Brandenburg-schlesische Oberlausitz.

## Lage
Die Kirche liegt unmittelbar an der Luckenwalder Straße, die an dieser Stelle von Norden kommend in einem Bogen nach Osten führt.

## Geschichte
Fresdorf wurde 1375 erstmals urkundlich erwähnt. Untersuchungen am Bauwerk ergaben, dass das Fundament der Kirche im Jahr 1724 auf einem Vorgängerbau errichtet wurde, der aus Feldsteinen bestand. In den Jahren 1852 bis 1854 vergrößerte die Kirchengemeinde die Fenster, stockte den Westturm auf und ersetzte Teile der Ausstattung. Eine erneute Kirchweihe fand am 18. April 1854 statt. 1899 malte der Hof-Zimmermaler Max André aus Potsdam das Bauwerk aus. 1910 musste die Kirchturmspitze erneuert werden. In der Turmkugel fanden Arbeiter einige Münzen aus der Zeit Friedrichs des Großen. Die Ausmalung wurden in den Jahren 1993 und 1995 gleichzeitig mit einer Sanierung des Dachs restauriert. 2000 setzten Experten die Orgel für 10.000 DM instand. 2002 und 2003 rekonstruierten Einwohner aus Fresdorf die Friedhofsmauer.

## Baubeschreibung
Das Bauwerk ist vergleichsweise schlicht gehalten: Der gesamte Baukörper ist verputzt; an der Nord- und Südseite des Kirchenschiffs sind drei rundbogenförmige Fenster. Die Chorwand ist ebenfalls verputzt, daran schließt sich die einzogene, kreisrunde Apsis mit einem kegelförmigen Dach an. Im Chorgiebel ist eine kleine, kreisrunde Öffnung. Der quadratische und eingezogene Westturm besitzt ein ebenfalls rundbogenförmiges Portal. In Höhe der Traufe des Kirchenschiffs ist an jeder zugänglichen Seite ein kleines Fenster mit einer darüber liegenden, kreisförmigen Blende. Daran schließt sich ein stumpfes Pyramidendach mit einem Dachreiter an, in dem an jeder Seite eine Klangarkade zu sehen ist. Es folgt ein weiteres, steileres Pyramidendach mit Turmkugel und Kreuz.

## Ausstattung

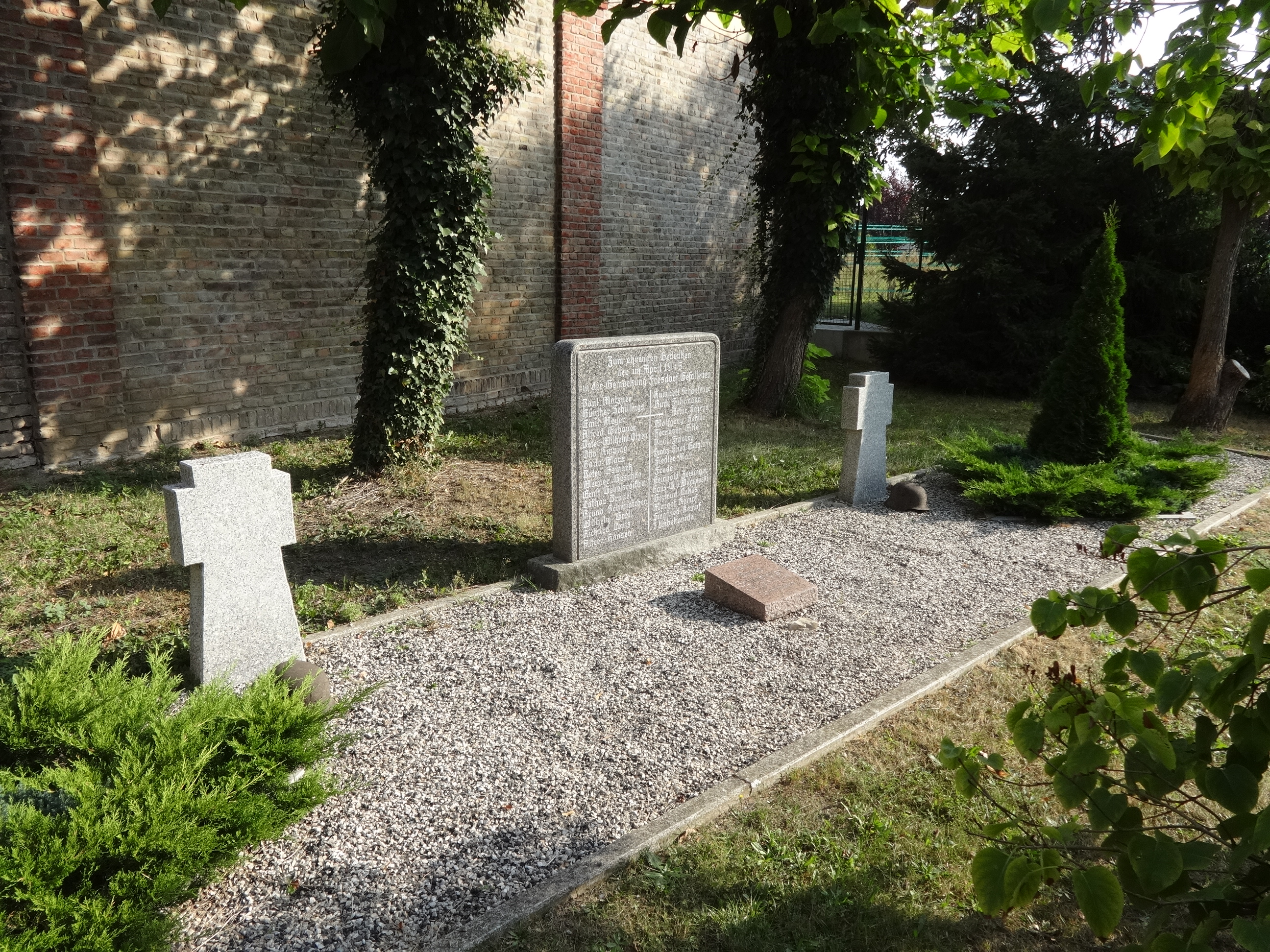
Denkmal für die Gefallenen

Der Kanzelkorb stammt aus dem Anfang des 18. Jahrhunderts. Im Innenraum erinnert eine Tafel an die Gefallenen aus den Befreiungskriegen sowie einen Gefallenen, der bei der Eroberung der Insel Alsen durch preußische Truppen während des Deutsch-Dänischen Krieges 1864 fiel.
Das Gelände ist von einer Ziegelsteinmauer eingefriedet. Ein Denkmal erinnert an die Gefallenen aus dem Zweiten Weltkrieg, ein Findling an den Heimatdichter Hermann Thomas (1855–1931).

## Orgel
1890 baute der Potsdamer Orgelbaumeister Carl Eduard Gesell eine Orgel mit neun Registern, einem Manual und Pedal ein.

## Glocken
Im Turm hängen zwei Glocken: Eine aus Bronze ohne Datumsangabe und eine weitere Glocke aus Stahl, die 1952 in der Glockengießerei in Apolda entstand. Sie erhielten am 6. Mai 2015 einen elektrischen Antrieb.